# Елизавета Баварская (1443—1484)
Елизавета Баварско-Мюнхенская (нем. Elisabeth von Bayern-München; 2 февраля 1443, Мюнхен — 5 марта 1484, Лейпциг, курфюршество Саксония) — принцесса Баварско-Мюнхенская; жена Эрнста, курфюрста Саксонии.

## Жизнь
Елизавета была дочерью Альбрехта Благочестивого, герцога Баварии и Мюнхена (1401—1460) и его жены Анны Брауншвейг-Грубенгагенской (1420—1474).
Она вышла замуж за принца Эрнста (1441—1486), который позже стал курфюрстом Саксонии, 25 ноября 1460 года в Лейпциге. Помолвка состоялось примерно за десять лет до свадьбы, и, в соответствии с брачным соглашением, брак должен был состояться в 1456 году. В 1471 году в Мейсене был построен новый дворец, чтобы стать резиденцией королевского двора. Елизавета позаботилась о должном воспитании своих детей, в особенности обеспечив их научную подготовку. Брак королевской пары был счастливым, и Эрнст очень любил свою жену.
Принцесса, которая считается матриархом эрнестинской линии дома Веттинов, умерла в результате продолжительной болезни в возрасте 41 года. В конце жизни она была прикована к постели, которая для удобства была снабжена колёсами и подъёмником. Елизавета умерла почти что в одно время со своим сыном Альбрехтом; Эрнст умер через два года после смерти жены.

## Дети
В 1460 году вышла замуж за Эрнста, курфюрста Саксонии (1441—1486), дети:
- Кристина (1461—1521), с 1478 года замужем за датским королём Иоганном
- Фридрих (1463—1525), будущий курфюрст Саксонии Фридрих Мудрый
- Альбрехт (1464—1484), архиепископ Майнцский с 1482 года
- Эрнест (1466—1513), архиепископ Магдебургский и администратор Гальберштадта с 1476 года, епископ Падеборнский с 1479 года
- Иоганн (1468—1532), будущий курфюрст Саксонии Иоганн Твёрдый
- Вольфганг (ум. в детстве)
- Маргарита (1470—1528), с 1487 года замужем за герцогом Генрихом Брауншвейг-Люнебургским (1468—1532)